# Médecin de peste

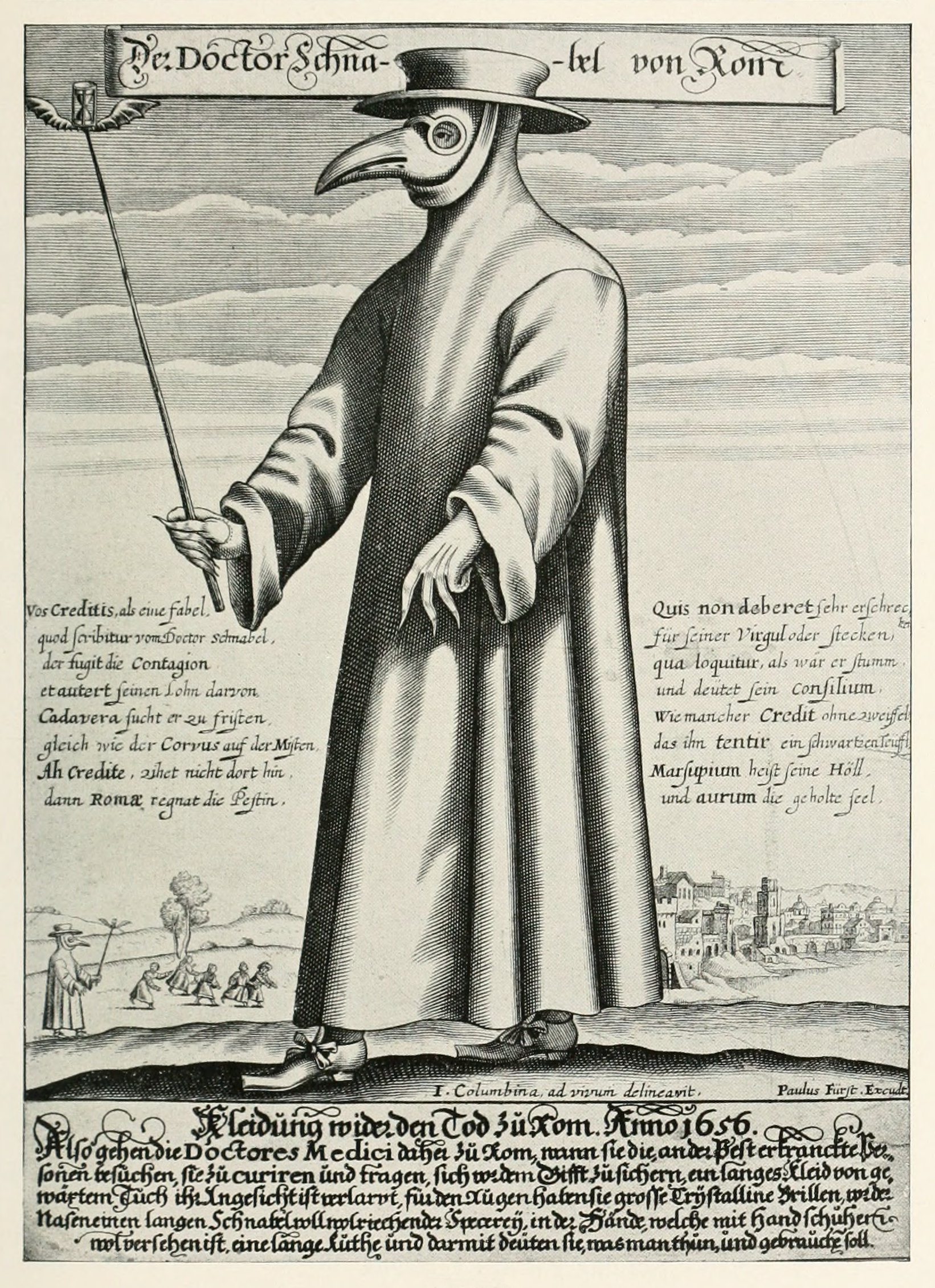
Médecin durant une épidémie de peste à Rome au XVIIe siècle (gravure de Paul Fürst, 1656) : tunique recouvrant tout le corps, gants, bésicles de protection portées sur un masque en forme de bec, chapeau et baguette. Le surnom « Doctor Schnabel » signifie « Docteur bec ».

Un médecin de peste, appelé aussi docteur de peste, était un médecin spécialisé dans la prise en charge de la peste bubonique. Engagés et payés par les villes touchées par l'épidémie pour s'occuper des riches comme des pauvres, ce sont rarement des médecins ou des chirurgiens expérimentés formés à traiter cette maladie, mais le plus souvent des médecins de second ordre sans grande réussite professionnelle, ou de jeunes médecins essayant de s'établir, car leur contact avec les pestiférés entraîne un taux de mortalité élevé parmi eux. Au XVIIe et au XVIIIe siècle, certains médecins portent un masque en forme de long bec blanc recourbé (ce bec de corbin fait qu'ils sont alors comparés à de lugubres vautours) rempli d'herbes aromatiques conçues pour les protéger de l'air putride selon la théorie des miasmes de l'époque.

## Histoire
Le pape Clément VI engage plusieurs médecins de la peste pendant la Peste noire en 1347 pour assister les malades d'Avignon. À cette occasion il leur accorde le privilège de réaliser des autopsies dans l'espoir de découvrir la cause du mal et sa thérapeutique. 
La communauté des docteurs de peste est privilégiée : la ville d'Orvieto embauche Matteo fu-Ange en 1348 pour des honoraires quatre fois plus élevés qu'en temps normal (50 florins par an). Lorsque Barcelone dépêche deux médecins de peste à Tortosa en 1650, des bandits les capturent en route et demandent une rançon payée par la ville de Barcelone.

## Costume

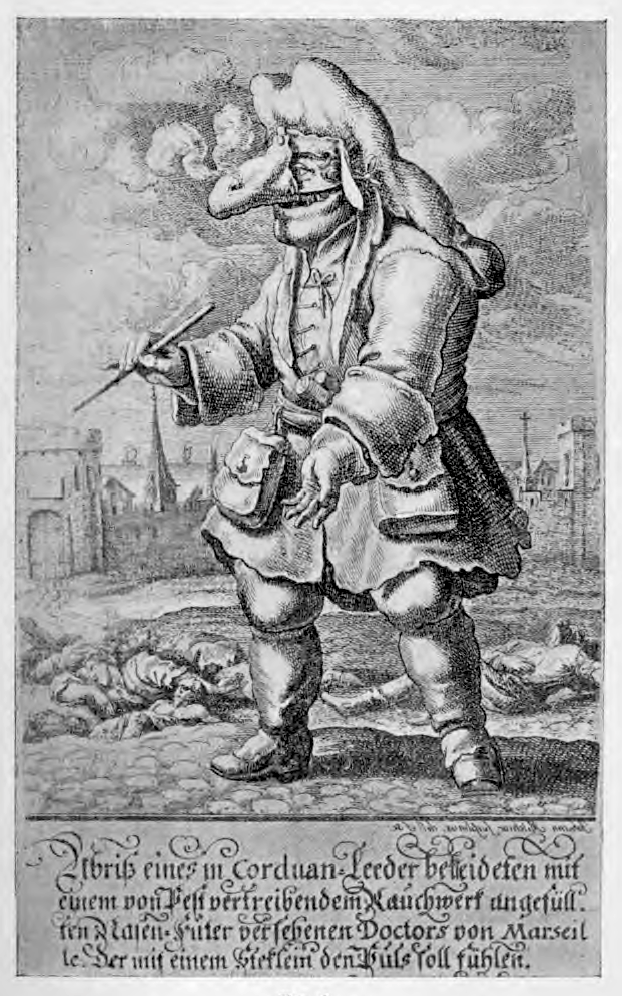
Caricature d'un médecin de peste de Marseille : manteau, masque, bottes et chapeau sont en cuir.

Certains médecins de peste portent un costume spécifique, bien que des sources graphiques montrent une grande variété de vêtements non spécifiques.
Charles Delorme, premier médecin de Louis XIII, imagine en 1619 un costume protecteur : « le nez long d'un demi pied (16 cm) en forme de bec, rempli de parfums n'a que deux trous, un de chaque côté à l'endroit des ouvertures du nez naturel ; mais cela peut suffire pour la respiration et pour porter avec l'air qu'on respire l'impression des drogues renfermées plus avant le bec. Sous le manteau, on porte des bottines, faites de maroquin (cuir de bouc et de chèvre) du levant, des culottes de peau unie qui s'attachent aux dites bottines et une chemisette de peau unie, dont on renferme le bas dans les culottes, le chapeau et les gants sont aussi de même peau... des bésicles sur les yeux ». La tunique en lin ou en toile cirée et le cuir constituent sans doute une carapace contre les puces, protection se révélant efficace à l'usage, découverte empirique car ce mode de transmission n'est pas encore connu à l'époque. Des recherches récentes ont révélé que des réserves importantes doivent être appliquées en ce qui concerne les affirmations de Delorme. Des épices et herbes aromatiques (thym, matières balsamiques, ambre, mélisse, camphre, clous de girofle, laudanum, myrrhe, pétales de rose, styrax, vinaigre des quatre voleurs) sont tassées ou imprègnent des éponges qui sont enfilées à l'intérieur du nez le plus souvent en carton bouilli ou en cuir. Les médecins de la peste utilisaient une baguette de bois pour examiner leurs patients sans contact direct ou pour tenir les gens à distance.

## Agents testamentaires et de la santé publique
Les médecins ont servi comme officiers de santé publique (à l'instar des chirurgiens-barbiers et des apothicaires) pendant les périodes d'épidémies. Dirigés par des commissaires de santé (capitaines ou prévôts de santé selon les époques), leur tâche principale, en plus de prendre soin des victimes de la peste, est l'enregistrement des décès dus à la peste. Enregistrement d'abord épisodique puis systématique dès le XVIIe siècle à Londres dans les Bills of Mortality (en) (registres de mortalité). Leur action a ainsi contribué à la naissance de la statistique sanitaire.
Assistant souvent aux agonies, il lui arrive de conseiller le patient et devenir l'exécuteur testamentaire. Après le Moyen Âge, la nature de la relation entre le médecin et le patient est alors régie par un code d'éthique de plus en plus complexe pour éviter les abus et escroqueries, notamment en ce qui concernait le legs.

## Méthodes
Ces médecins, imprégnés de la théorie des humeurs d'Hippocrate, pratiquent des saignées et d'autres remèdes magiques comme placer des grenouilles sur les bubons afin de « rééquilibrer les humeurs ». Ils utilisent une baguette (verge blanche ou rouge dite canne de saint Roch) pour examiner les malades ou des pinces à long manche pour les opérer à distance (ouverture ou cautérisation des ganglions infectés). Pendant une épidémie, ils sont tenus à l'écart de la population et peuvent également être soumis à quarantaine.

## Médecins de peste connus
- Michel de Nostredame, dit Nostradamus dont les conseils sont d'éliminer les cadavres infectés, de ventiler les maisons avec de l'air frais, de boire de l'eau propre et potable ou du jus de cynorrhodon (source de vitamine C).  Dans son Traité des fardemens (en), il recommande de ne pas saigner le patient.
- Guy de Chauliac, médecin et chirurgien français, engagé par les papes à Avignon pour soigner les malades de la peste.
- Giovanni de Ventura, engagé par contrat comme médecin de peste par la ville italienne de Pavie en 1479.
- Niall Ó Glacáin, médecin irlandais qui gagne le respect profond de l'Espagne, de la France et de l'Italie pour son courage dans le traitement de nombreuses victimes de la peste.
- Paracelse soigne la peste, mais dans son  Traité de la peste, il continue à colporter les croyances populaires de l'époque[8].
- Ambroise Paré combat l'épidémie de peste à Lyon en 1564 et rédige en 1568 un Traité de la peste, de la petite vérolle et rougeolle.
- Jean Bauhin, médecin officiel de la peste à Genève en 1570, avec la « gaule en main[9] ».